# Collegium Maius (Erfurt)

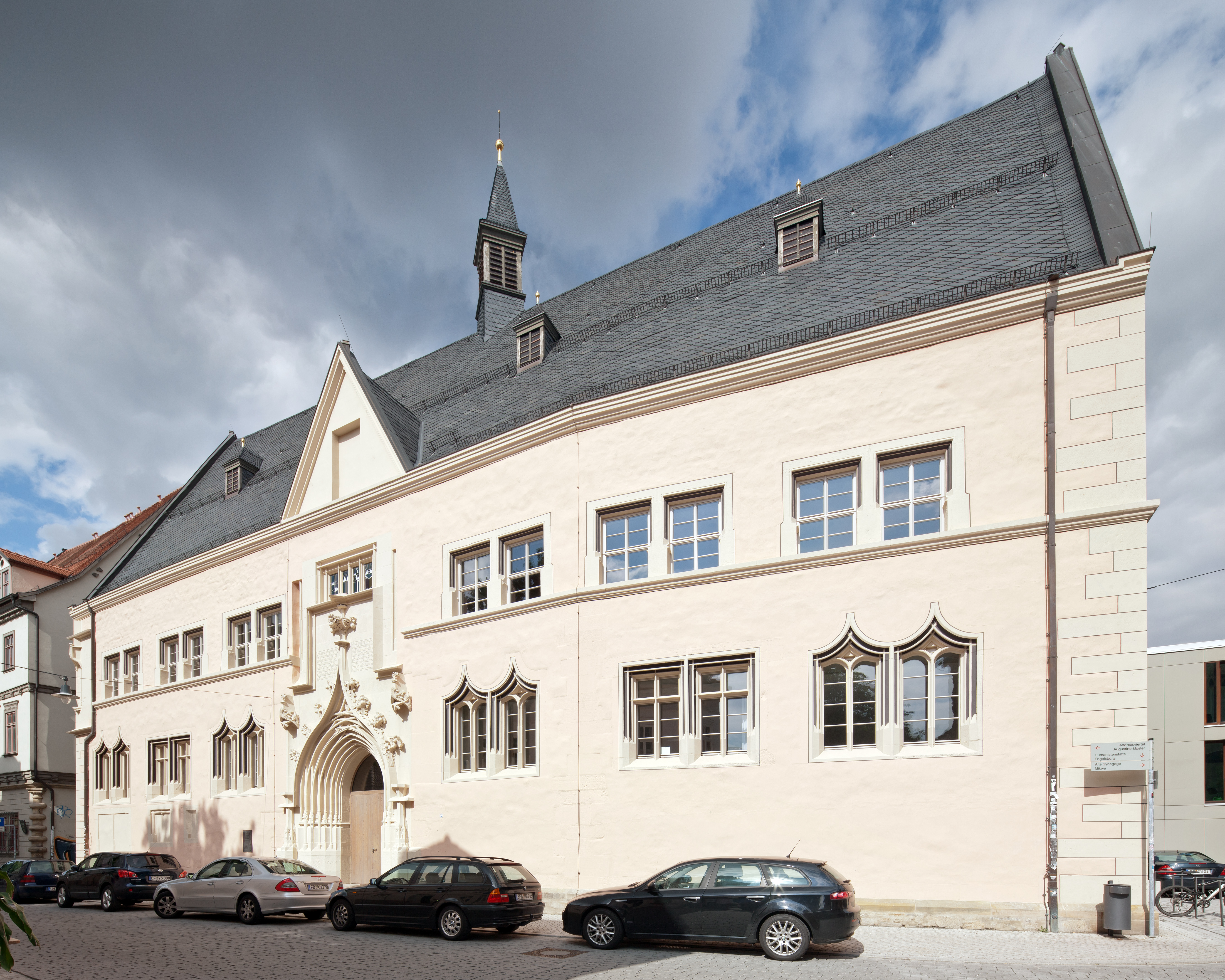
Collegium Maius von Süden, September 2012

Das Collegium Maius war das Hauptgebäude der Alten Universität in Erfurt, die von 1392 bis 1816 bestand. Ein ab 1998 im alten Stil errichteter Neubau befindet sich nach Zerstörung des Altbaues im Jahre 1945 in der Michaelisstraße im Zentrum der Erfurter Altstadt, im sogenannten „Lateinischen Viertel“. Im alten Gebäude befanden sich das Rektorat, Hörsäle und der Große Festsaal der Universität. Im Jahr 2011 zog das Landeskirchenamt der 2009 durch Fusion entstandenen Evangelischen Kirche in Mitteldeutschland in das neue Collegium Maius ein.

## Bau- und Nutzungsgeschichte
Zur Geschichte der Alten Universität siehe: Universität Erfurt#Geschichte

### Anfänge bis 1510
In der Gründungszeit der Universität nach 1392 wurden Bürgerhäuser im „Lateinischen Viertel“ für den Lehrbetrieb genutzt. Auch das Areal des späteren Collegium Maius wurde schon universitär genutzt. Dieses war umgrenzt von Michaelis-Straße, Studentengasse und Furtmühlgasse. Ein Universitätsgebäude lag in Ost-West-Richtung hinter dem heutigen Collegium Maius, etwa dort, wo jetzt das Bibliotheksgebäude steht. Es gab Häuser mit verschiedenen Funktionen, eine Bibliothek, aber auch Backhaus und Brunnen.
Ein Collegium Maius im Bereich des heute diesen Namen tragenden Baues wurde 1435 errichtet. In seiner unmittelbaren Nähe befanden sich unter anderem die Universitätskirche (Michaeliskirche) sowie zahlreiche Druckereien. Es war das Hauptgebäude und Herzstück der Universität.
Während des „Tollen Jahres“ von 1509/1510 wurde das Collegium Maius schwer beschädigt. Auslöser war der vom Rat angesichts des anwachsenden Schuldenberges erklärte Bankrott des städtischen Finanzhaushaltes. Daraufhin kam es zu innerstädtischen Auseinandersetzungen. Als Studenten und Landsknechte beim Kirchweihfest im August 1510 aneinandergerieten, wurden im Zuge der Auseinandersetzungen sogar Kanonen auf das Collegium Maius gerichtet. Schließlich wurde es gestürmt, die Einrichtung demoliert und das Inventar geplündert.

### 1511 bis 1806
Ein Neubau des Collegium Maius mit starken Bruchsteinmauern erfolgte von 1511 bis 1515 im Stil der Gotik. Ein hohes Walmdach wurde geplant und vielleicht auch angelegt. Der spätgotische Nordgiebel stammt wohl noch aus der Zeit um 1490 und blieb erhalten. Das Erdgeschoss mit Maßwerkfenstern und ein markantes Kielbogenportal wurden 1511 bis 1513 errichtet. Dieses gilt als Meisterwerk spätgotischer Steinmetzkunst. Im Obergeschoss, hinter den vier Fenstern über dem Portal, wurde ein „prachtvoller, in Stein kunstvoll ausgeführter, viersitziger Katheder, der Thron für die Festakte der Universität“ errichtet. Darüber erhob sich die Schutzheilige der Philosophischen Fakultät, eine Madonna im Strahlenkranz.
Das Obergeschoss mit dem repräsentativen Auditorium wurde im Stil der Renaissance zwischen 1547 und 1551 fertiggestellt. Am Nordgiebel entstand in Stabmaßwerk eine dreiteilige Fensterfront, an der West- und Südseite Renaissance-Fenster mit Säulen, Bögen, Wappen und Inschriften von Stiftern (Collegiaten). Es gibt Anhaltspunkte dafür, dass ab etwa 1550 ein zweites Obergeschoss aus Fachwerk existierte. Um 1680 wurde dieses abgetragen und das Dach erneuert. Bis zum Jahr 1681 hatte auch die Philosophische Fakultät im Gebäude ihren Sitz.
In der Zeit ab 1664 war Erfurt die zweite Landesuniversität von Kurmainz und sollte wohl hinter Mainz zurücktreten. Das Collegium Maius wurde baulich für allgemeine universitäre Zwecke hergerichtet, mit bescheidener barocker Ausschmückung. Es wurde ihm zur Unterstreichung des landesherrlichen Charakters der Universität der Name Collegium Anselminum nach dem Kurfürsten und Erzbischof Anselm Franz von Ingelheim verliehen. 1681 wurde das Gebäude neu gedeckt und die Ostmauer erneuert. Der 1688 neu hergerichtete Große Saal wurde Juristisches Auditorium. 1690 teilte man ihn durch eine Querwand, der Nordteil diente nun als Bibliothek. Im Erdgeschoss links vom Hauptflur lag das Auditorium der Mediziner, rechts das der Philosophen. Alle Auditorien waren mit Katheder und Sitzbänken ausgestattet und mit Wandmalereien verziert. Vor der 400-Jahr-Feier der Universität 1792 wurde die Zwischenwand im Obergeschoss wieder beseitigt und das Abschlusskonzert fand im Festsaal statt.

### 1806 bis zur Zerstörung 1945
1806 belegten die Franzosen das Collegium Maius mit kriegsgefangenen Preußen und verwendeten es dann als Heumagazin. Das Hauptkolleg wurde, wie auch andere Gebäude der Universität, von den Franzosen bis 1814 zweckentfremdet genutzt.
1816 wurde die Hierana, die „längst nur noch ein Schatten ihrer ehemaligen Größe war“ und noch 20 Studenten hatte, durch Königliche Kabinettsorder der preußischen Regierung geschlossen. Das frühere Collegium Maius wurde ab 1816 zum „Arbeitshaus“ ausgebaut, es begann damit der – bis zur Zerstörung 1945 – „traurigste Abschnitt der Geschichte des Großen Kollegs“. Von 1820 bis 1877 wurde das benachbarte, 1547 errichtete Philosophenhaus an der Studentengasse abgetragen. Es war ebenfalls von 1806 bis 1814 von den Franzosen genutzt worden, auch als „Lazarett für Aussätzige und Venerische“.
Zwischen 1844 und 1847 errichtete man auf der Rückseite des Collegium Maius ein mehrstöckiges Gebäude zur Vergrößerung des Arbeitshauses. Später zog das Städtische Pfand- und Leihhaus in den Gebäudekomplex ein. 1879 wurde ein Teil der Räume der Höheren Bürgerschule übergeben. Die nördliche Hälfte des oberen Stockwerks diente als Aula. Auch das Thüringer-Wald-Museum fand zeitweise seinen Platz im Collegium Maius. 1909 zog die Schule (inzwischen Städtische Oberrealschule) in den Neubau in der Meyfartstraße um. Bis 1933 diente das Collegium Maius dann als Gewerbliche Fortbildungsschule.
1934 wurde das Collegium Maius einschließlich des Hintergebäudes zur Aufnahme der Erfurter Stadtbücherei (bisher am Anger) „als Traditionsträgerin der alten Universitätsbibliothek“ bestimmt. Nach dem Tod des Mainzer Statthalters und Universitätsrektors Philipp Wilhelm von Boineburg hatte man mit dessen Kapital und Büchersammlung 1723 ein Bibliotheksgebäude in der Mainzerhofstraße gebaut, das 1899 abbrannte. Dessen prächtiges Portal mit Inschriften und Schmuckelementen wurde zunächst dem Städtischen Museum übergeben und nun 1935 als Schmuck in das Hintergebäude, das jetzt neuzeitlich umgestaltetes Büchermagazin geworden war, als Boineburgsches Portal eingebaut.
Im Rahmen des Umbaus 1934/36 erhielt das Erdgeschoss des Collegium Maius die Funktionen Bücherausleihe und Verwaltung. Aus dem oberen Stockwerk wurden alle Einbauten entfernt und ein die gesamte Geschossfläche einnehmender Festsaal wiederhergestellt. So erhielt er eine diagonal angeordnete Holzkassettendecke, stilgerechte Deckenleuchten, Farbglasfenster im Nordgiebel und Parkett-Fußboden. Die Wandmalereien wurden restauriert und der „altehrwürdige Katheder“ wieder seiner Bestimmung zugeführt. Der Große Saal diente nun bis 1944 hauptsächlich als Lesesaal der Stadtbibliothek. Aber auch durch seine vielfältige Nutzung als Festsaal bis zur Zerstörung des Collegiums 1945 lebte der Universitätsgedanke nach der Schließung der Universität weiter. Die Akademie gemeinnütziger Wissenschaften und der Verein für die Geschichte und Altertumskunde von Erfurt sorgten für akademisches Leben. Viele Vorträge (z. B. vom Erfurter Kunstverein) und Veranstaltungen (z. B. der 19. Deutsche Historikertag 1937) ergänzten das Programm.
Beim Collegium Maius handelte es sich vor der Zerstörung um einen zweigeschossigen, siebenachsigen, nach dem Straßenverlauf etwas abgeknickten Bau aus Bruchsteinmauerwerk mit einem Krüppelwalmdach. Das Mittelportal mit Kielbogen und der Nordgiebel mit rechteckigen Maßwerkfenstern waren aufwendig gestaltet. Das Auditorium im Obergeschoss wies auf der Nordseite eine gotische und auf der Westseite teilweise eine Renaissance-Wandgliederung auf.
Am 9. Februar 1945 wurde das Collegium Maius bei einem Sprengbombenabwurf der US Air Force bis auf die Erdgeschossmauern zerstört. Das Portal ragte noch aus den Trümmern heraus. Die Ruine wurde vollständig beräumt und gesichert, zahlreiche Architekturteile aber geborgen und überdacht auf dem Hof und an anderen Orten erhalten.

### Neuerrichtung ab 1998 und Nutzung ab 2011
1983 wurde im Rahmen des Lutherjahres (Luther hatte an der Universität Erfurt studiert, wenn auch nicht in diesem Gebäude) das markante spätgotische Portal mit angrenzenden Mauerteilen mit Maßwerkfenstern auf beiden Seiten wiederaufgebaut.
In der Wendezeit 1989 stand das Collegium Maius als Symbol für einen geistig-kulturellen Aufbruch. Angeregt durch die 1987 gegründete Universitätsgesellschaft Erfurt, die auch das symbolträchtige Gebäude wieder errichten wollte, wurde die Universität 1994 neugegründet. Viele Bürger beteiligten sich ehrenamtlich und mit Spenden am Projekt des Wiederaufbaus des Collegium Maius. Am 26. Mai 1998 begann der Wiederaufbau des Gebäudes, das Richtfest für den Rohbau wurde am 23. April 1999 begangen. Das Gebäude wurde später verputzt und rosa gestrichen. Das hohe Satteldach mit Türmchen darauf hat früher nicht so bestanden.
Da sich die Universität nicht mit der Stadt Erfurt über finanzielle und rechtliche Details einigen konnte, verkaufte die Stadt Erfurt das Collegium Maius 2008 an die Thüringer Landeskirche, die im Zuge der Fusion zum 1. Januar 2009 in der Evangelischen Kirche in Mitteldeutschland (EKM) aufging. Geplant wurde die Nutzung des Komplexes als Verwaltungssitz der EKM. Die Universitätsgesellschaft wurde nicht mehr am Prozess des Wiederaufbaus und den Bauplanungen beteiligt. Die EKM plante Einbauten in den historischen Festsaal im Obergeschoss, um dort Beratungsräume zu gewinnen. Große Aufregung resultierte aus der Behauptung der EKM, es gebe ohnehin keine Beweise für die Existenz eines großen Festsaales. Zahlreiche Proteste, offene Briefe und öffentliche Diskussion waren die Folge. Daraufhin einigte man sich auf einen Kompromiss: Durch eine teilweise flexible und teilweise transparente Form der Zwischenwand und der Einbauten ist der auf etwa 60 % der Geschossfläche reduzierte ehemalige Festsaal in seiner Gänze noch vorstellbar. Die Zwischenwand beginnt neben dem mittleren Außenfenster der Fassade, wo vor der Zerstörung 1945 der Katheder stand. Der Saal kann für Veranstaltungen mit bis zu 250 Plätzen genutzt werden. Die Gestaltung des Nordgiebels und der Innenausbau erfolgten bis 2011. Für die Rekonstruktion von Wänden und Fenstern wurden über 300 Werksteinfragmente aus den konservierten Trümmern wiederverwendet. Die Steine wurden ergänzt oder mit Einschlägen durch Bombensplitter belassen. Neue Steine wurden aus Seeberger Sandstein gefertigt, wie es auch bei den Originalen der Fall war. Die Ostwand ist sehr schlicht gestaltet, die Decke ist eine Hängedecke, der Fußboden mit Laminat belegt.

### Neubauten des Landeskirchenamts
Die EKM errichtete neben und an Collegium Maius und früherem Bibliotheksgebäude einen großen, U-förmigen, modernen, „hoch wärmegedämmten“ Neubau mit Flachdach. Er „nimmt mit seiner Fassadenbekleidung und den Spiegeleffekten direkten Bezug auf die angrenzenden Fachwerkbauten“. Das Dach des vom Neubau auf zwei Seiten eingeschachtelten Bibliotheksgebäudes erhielt große Gauben auf beiden Seiten. Das historische Boineburgsche Portal im früheren Bibliotheksgebäude liegt nun hinter einem gläsernen Vorbau, in dessen Scheiben sich das Haus gegenüber spiegelt. Das Portal ist dadurch von außen oft schwer erkennbar. Die Um- und Neubauten (der Rohbau des Collegium Maius war bereits in den Jahren 1998 bis 2000 errichtet worden) kosteten 11,7 Millionen Euro, von denen 7,25 Mio. aus Mitteln der Städtebauförderung von Bund und Land kamen. 2012 wurde der „Thüringer Staatspreis für Architektur“ für den Neubau vergeben.
Am 24. Juni 2011 zog das Landeskirchenamt der EKM in das Collegium Maius ein.
Seit Dezember 2016 ziert ein Kunstwerk das Haupttreppenhaus des Verwaltungsgebäudes. Es ist als Resultat eines beschränkt ausgeschriebenen Künstlerwettbewerbes anlässlich des 500-jährigen Reformationsjubiläums mit der Thematik „Reformation und das Wort“ entstanden. Das räumliche, zehnteilige und abgehängte Glasobjekt wurde nach dem Entwurf des Glasgestalters Günter Grohs aus Wernigerode gefertigt und von den Derix Glasstudios, Taunusstein, in Zusammenarbeit mit dem Künstler ausgeführt.
Das Collegium Maius ist deshalb so bedeutend, weil nur wenige mitteleuropäische Universitäten ein „Großes Kolleg“/Hauptgebäude aus dem späten Mittelalter aufweisen können. Als lebendiger universitärer Symbolort, in dem u. a. von der EKM und der Universitätsgesellschaft gemeinsam die COLLEGIUM MAIUS ABENDE veranstaltet werden, ist es auch ein zentraler Erinnerungsort der Lutherstadt Erfurt. Seit Juni 2012 markiert die 1992 von Universitätsgesellschaft gestiftete bronzene Gedenktafel wieder das einstige Universitäts-Hauptgebäude.

## Bilder von 2007 bis 2011

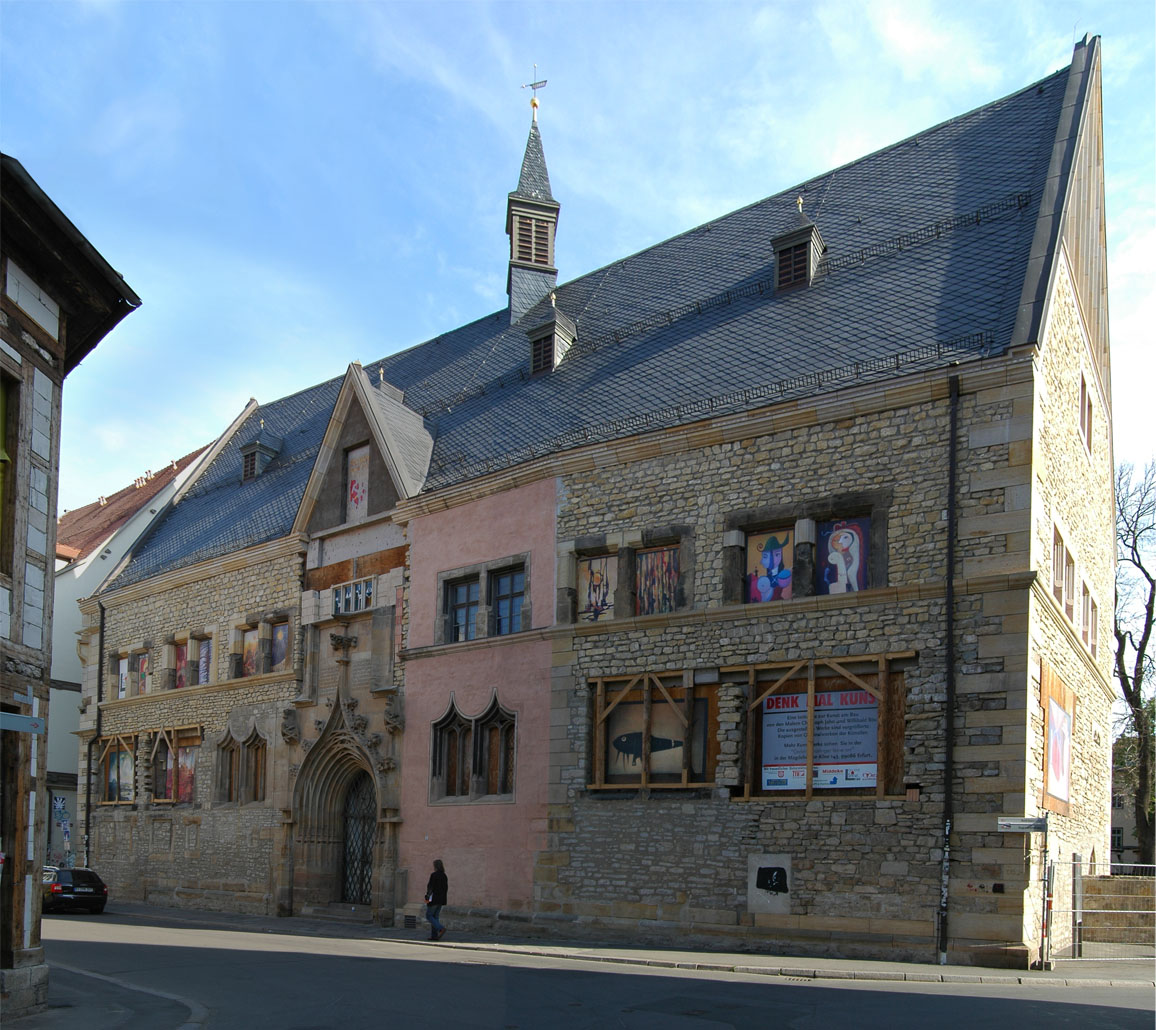
Collegium Maius im April 2007
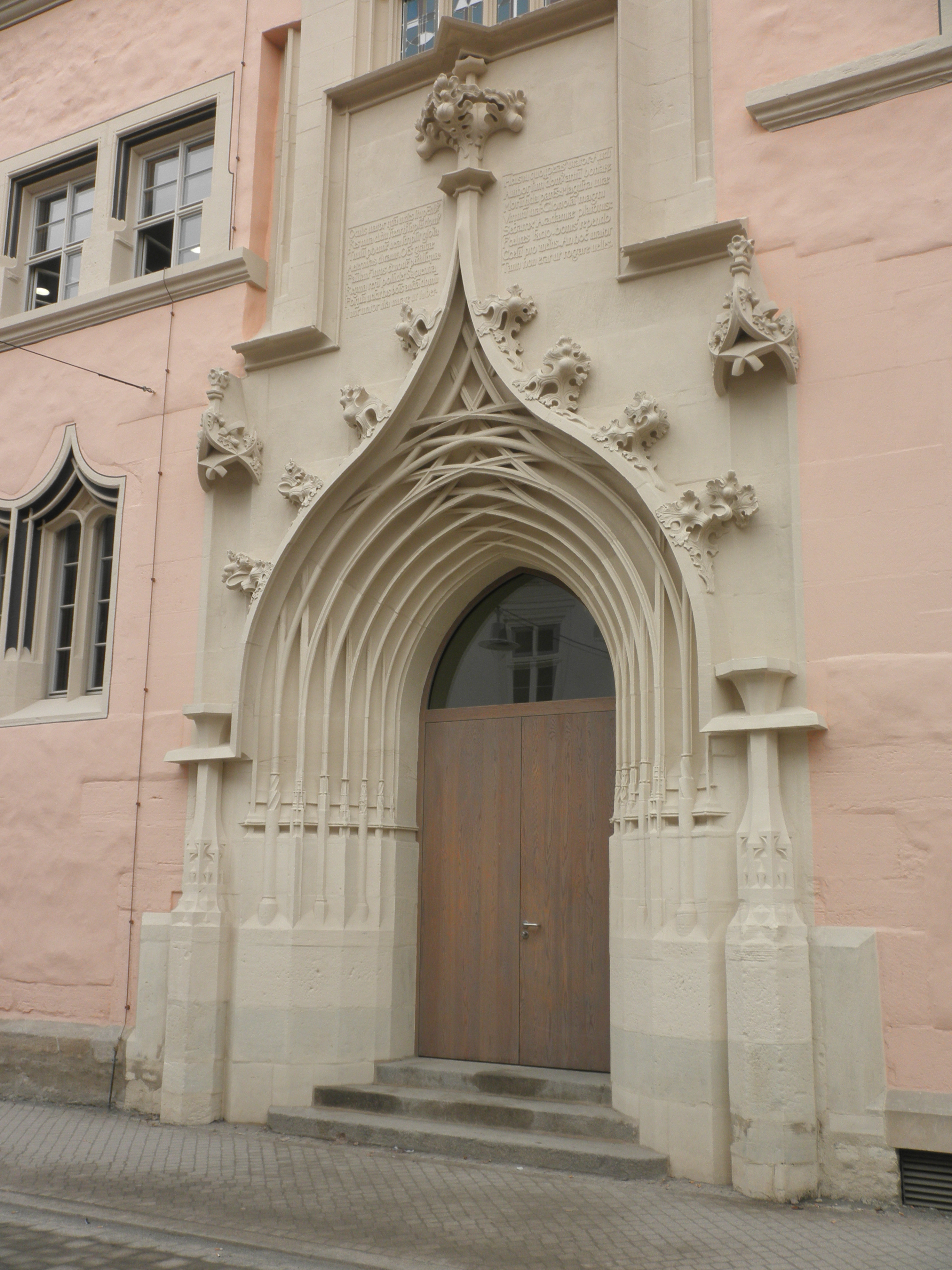
Portal des Collegium Maius Erfurt (2011)
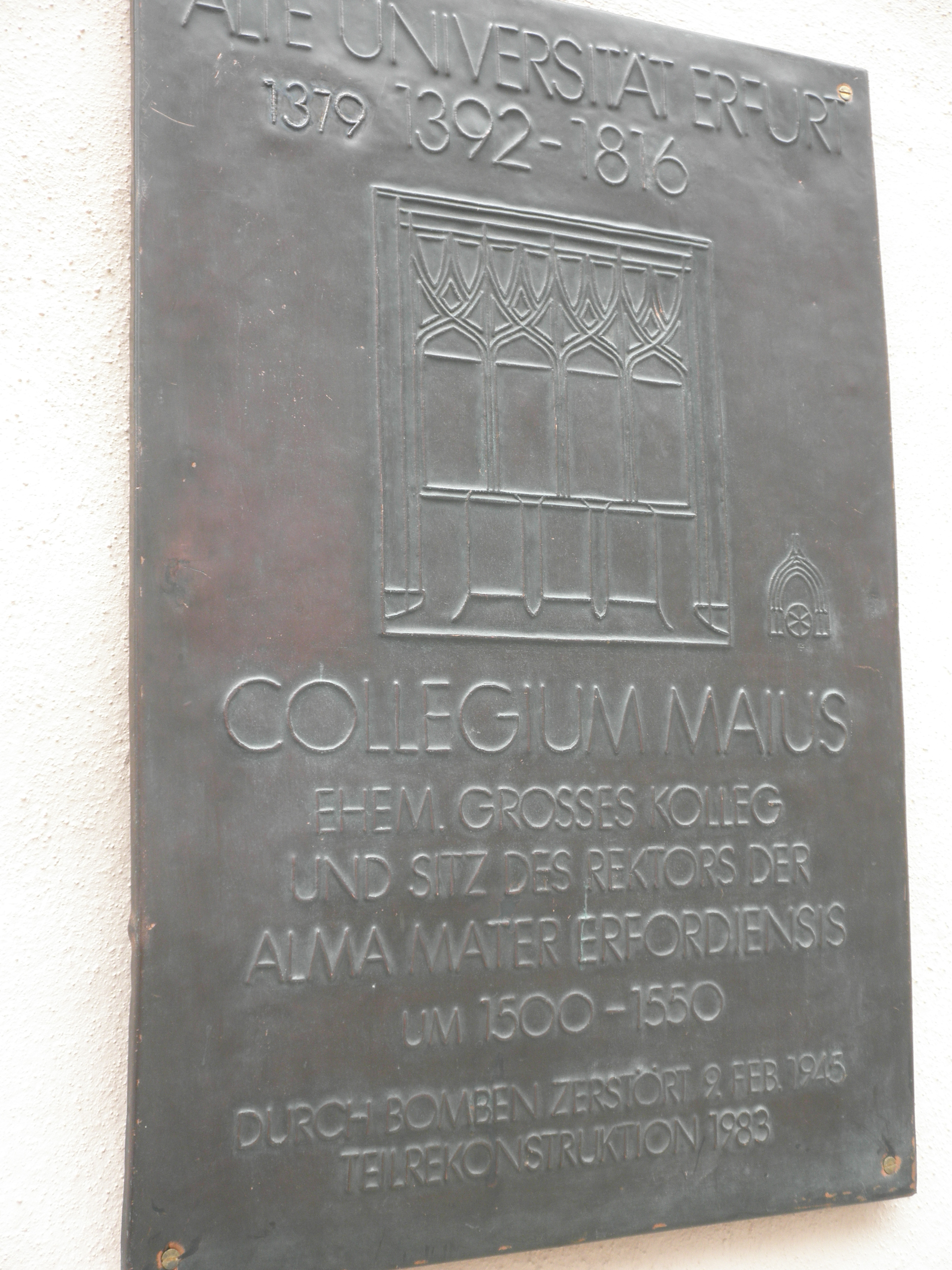
Gedenktafel am Collegium Maius (2012)
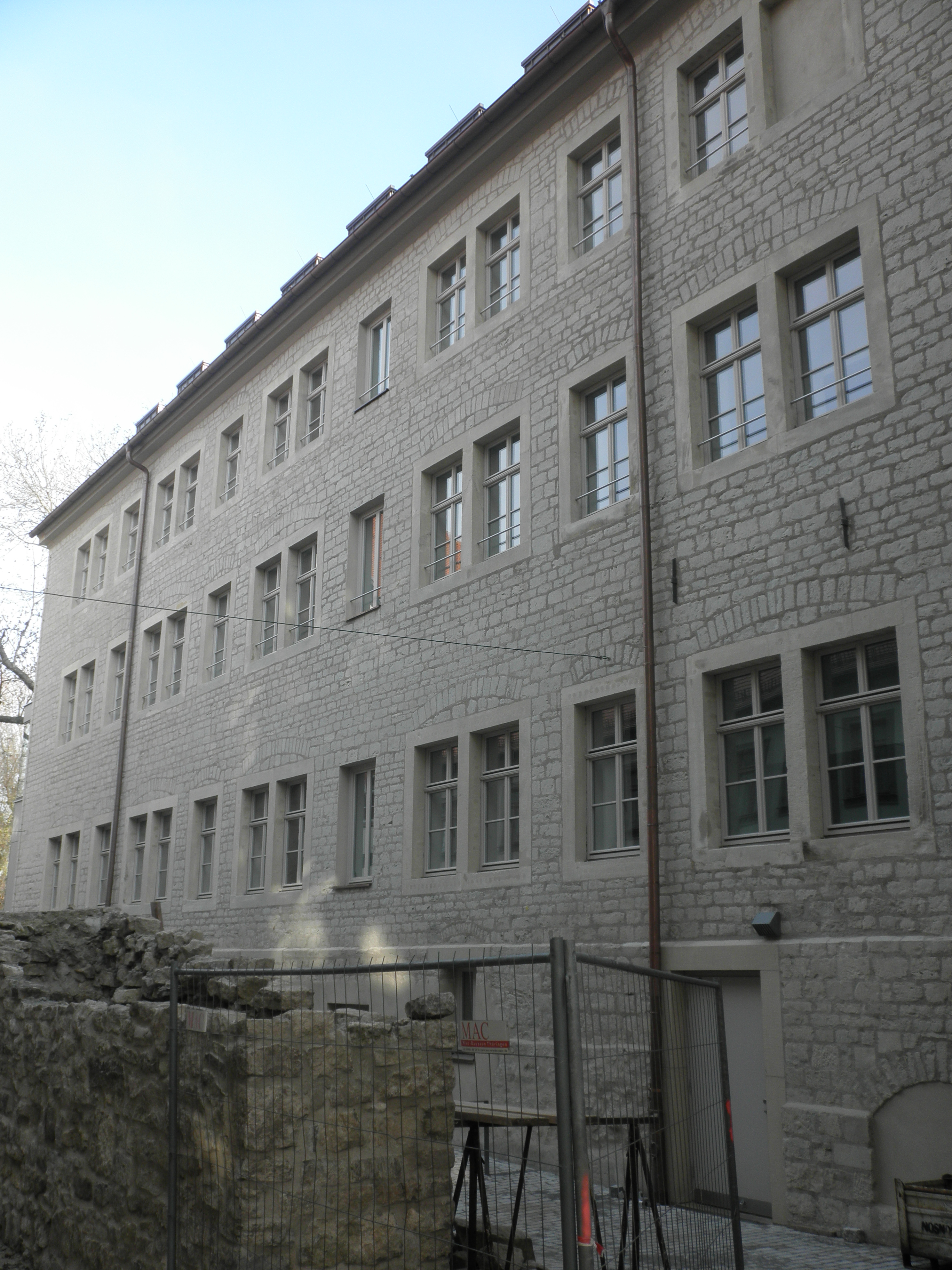
Nordseite des früheren hinteren Bibliotheksgebäudes (2011)
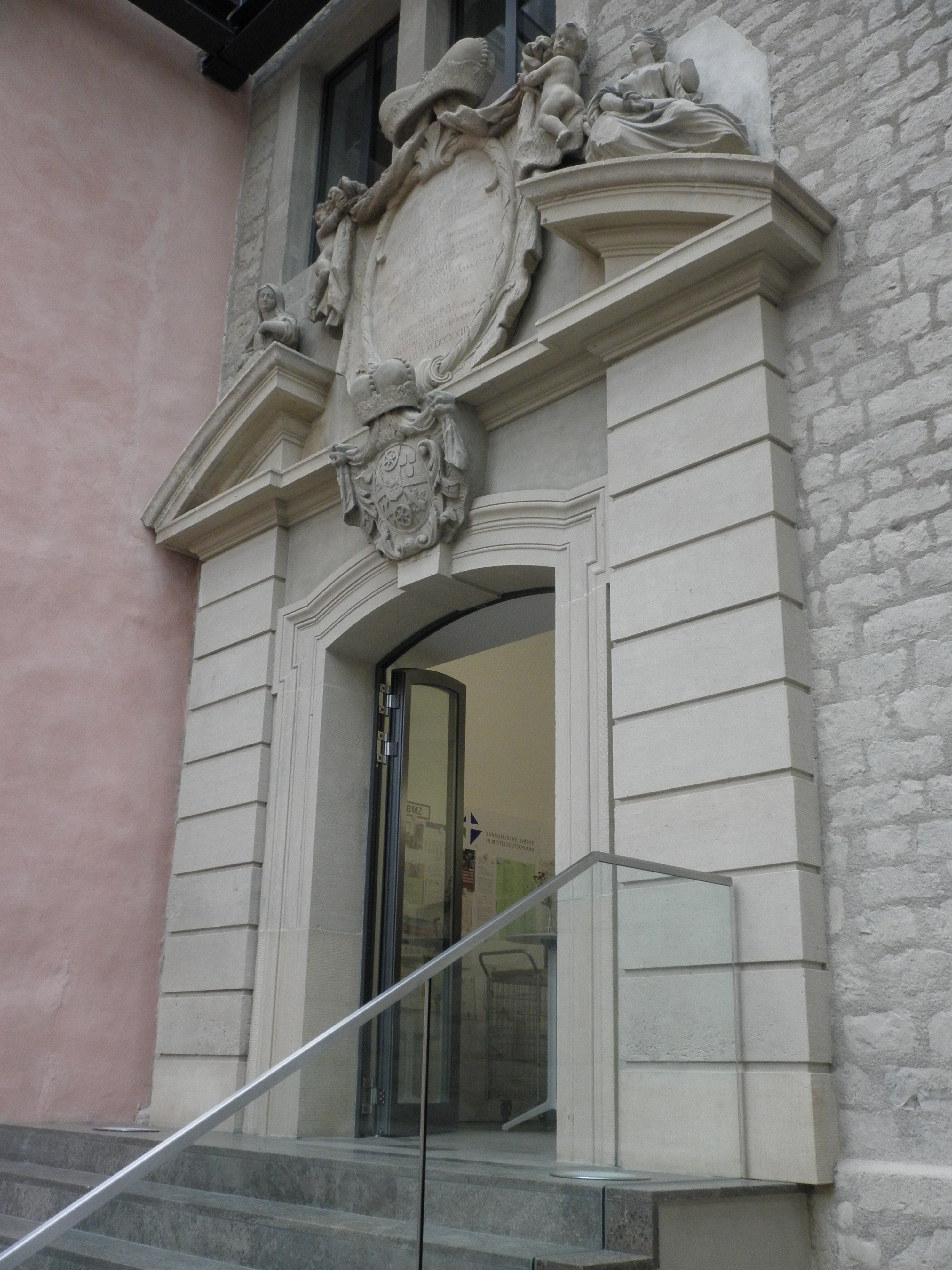
Boineburg-Portal im früheren Bibliotheksgebäude (2011)
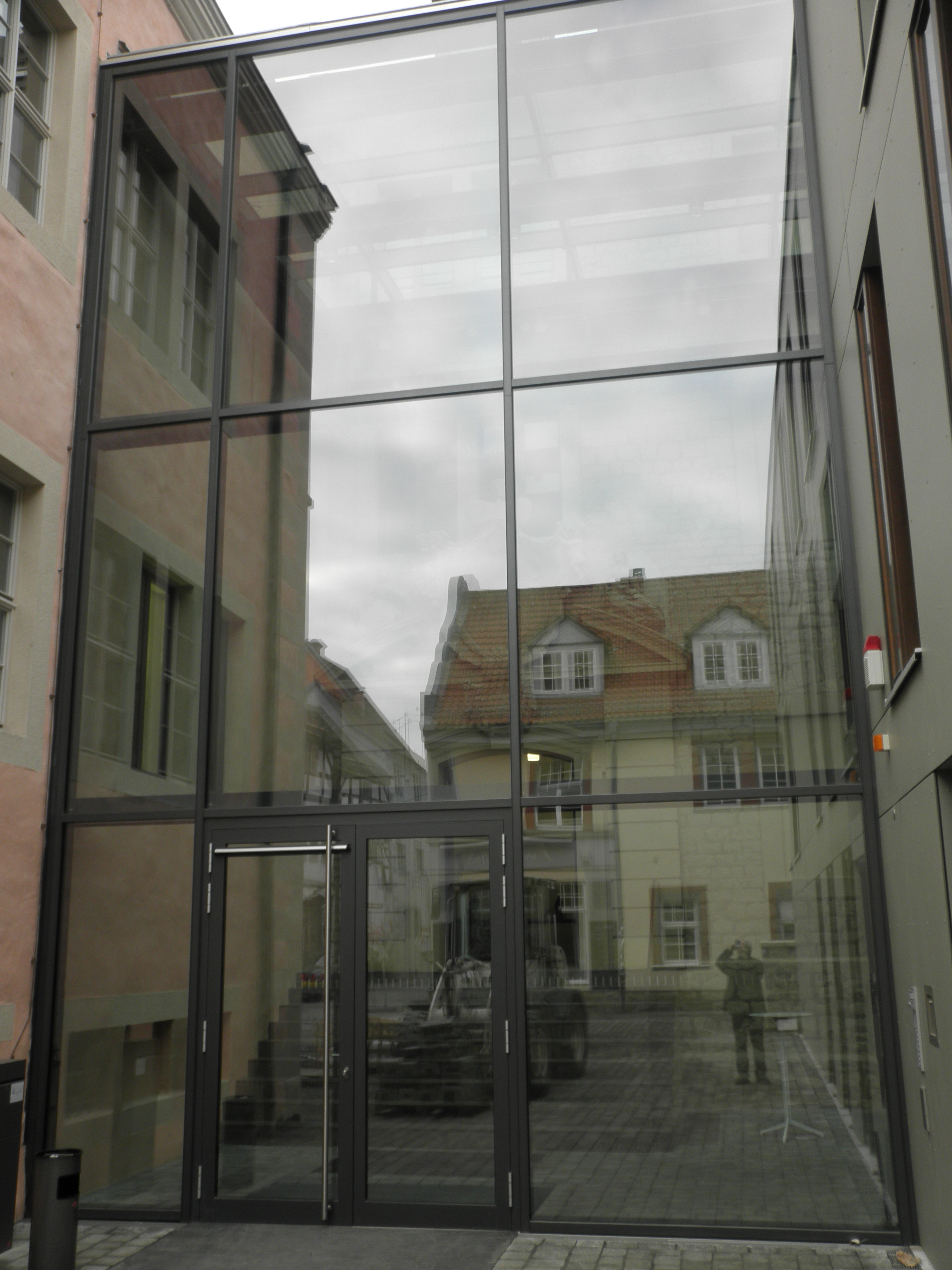
Boineburg-Portal hinter Glas des EKM-Neubaus (2011)
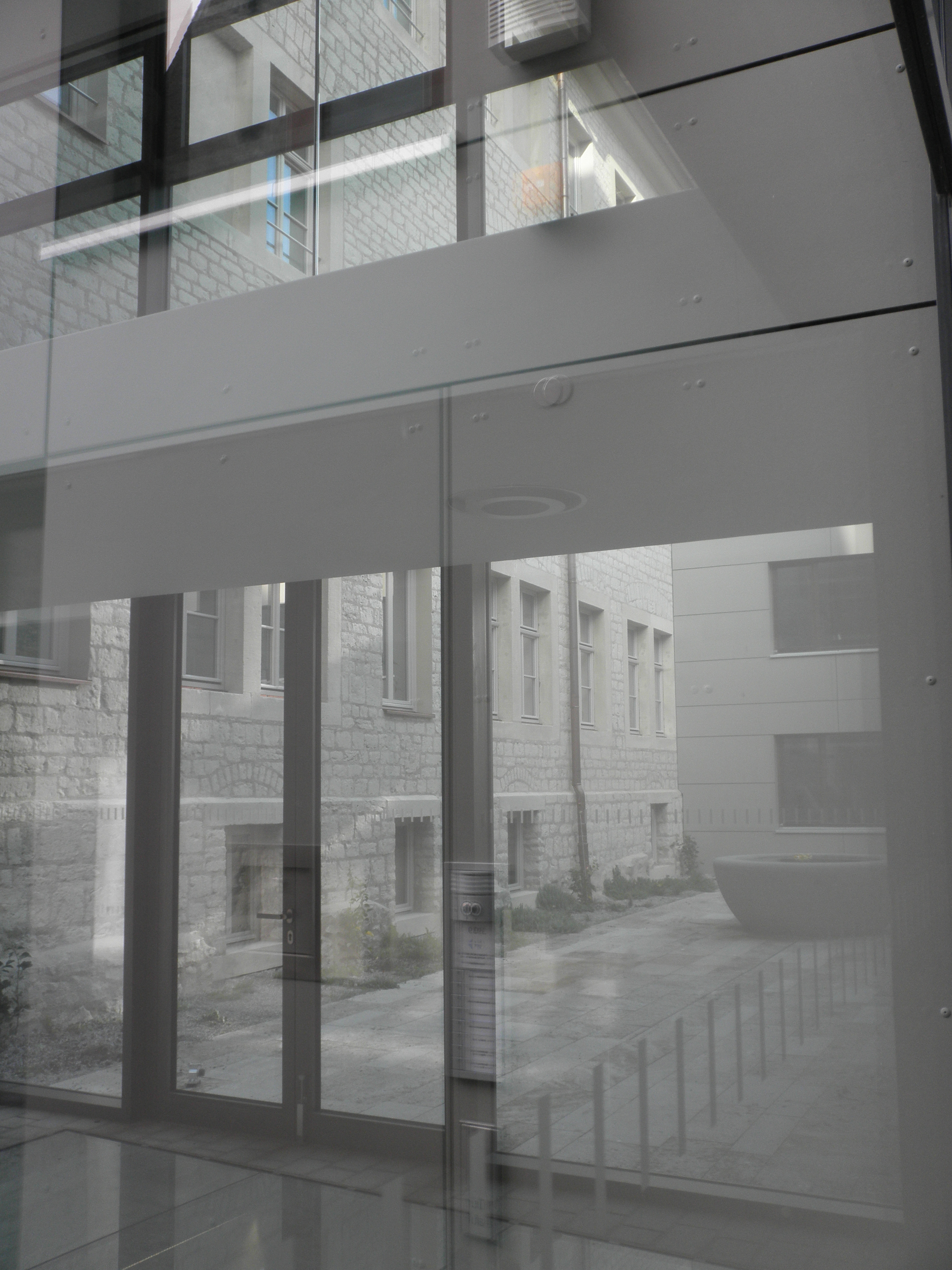
EKM-Neubau vor Bibliothek am Collegium Maius
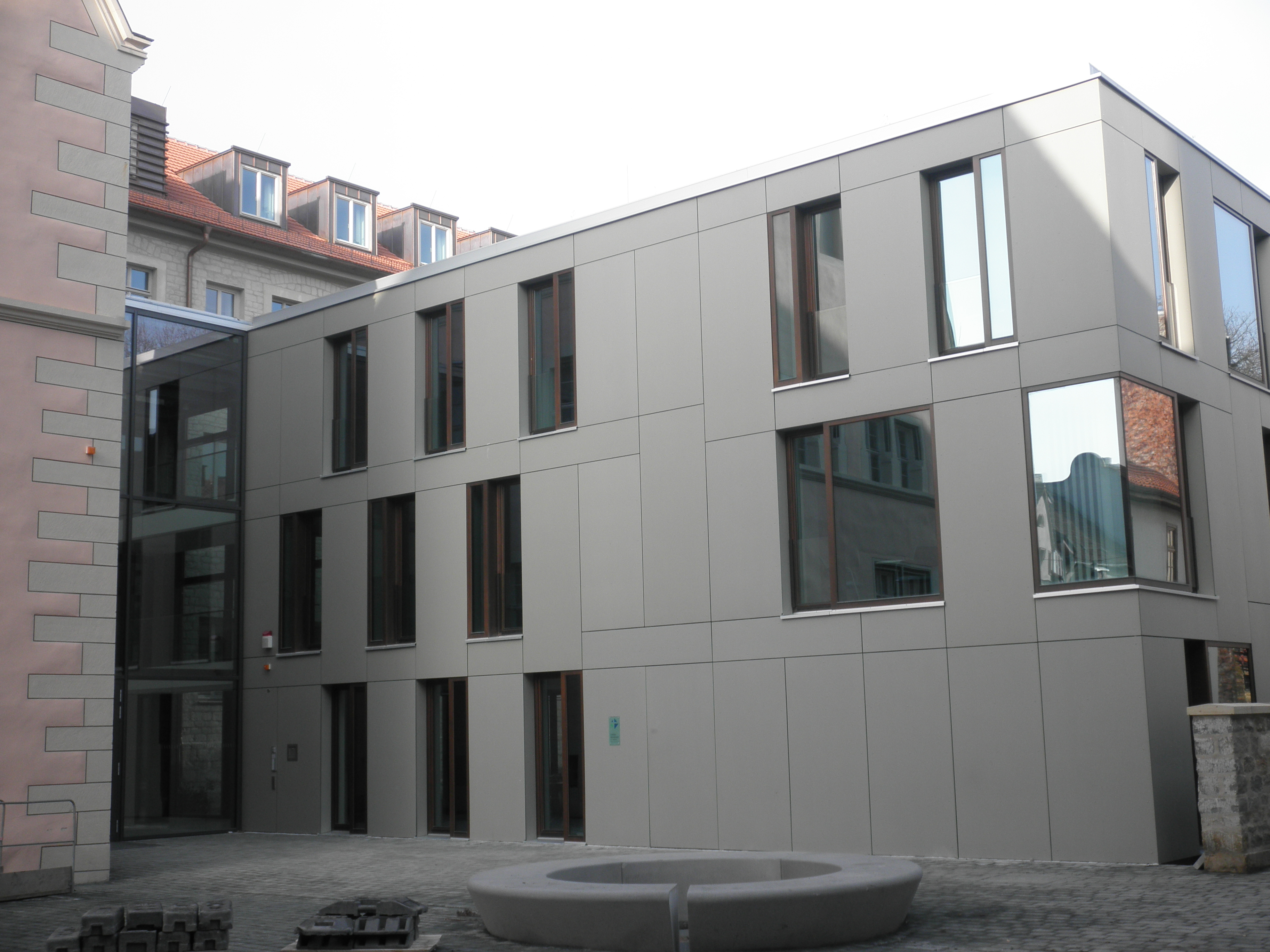
EKM-Neubau verdeckt Bibliothek (2011)